# Кепотешть (Васлуй)
Кепотешть, Кепотешті (рум. Căpotești) — село у повіті Васлуй в Румунії. Входить до складу комуни Педурень.
Село розташоване на відстані 285 км на північний схід від Бухареста, 28 км на схід від Васлуя, 73 км на південний схід від Ясс, 130 км на північ від Галаца.

## Населення
За даними перепису населення 2002 року у селі проживала 141 особа, усі — румуни. Усі жителі села рідною мовою назвали румунську.